# Santuario della Madonna delle Grazie (Gravina in Puglia)
La chiesa della Madonna delle Grazie è una chiesa parrocchiale oltre che santuario cattolico situato nella città di Gravina in Puglia. Costruita nel 1602 extra moenia, fuori dalle mura, sorge su una preesistente cappella dedicata alla miracolosa Madonna delle Grazie. Fu eretta per volere del Vescovo Vincenzo Giustiniani (1593-1614), in modo che fosse alta e visibile da lontano, come desiderava il committente.

Statua della Madonna delle Grazie incoronata da San Giovanni Paolo II

La facciata, sulla quale è incisa la data di costruzione, è unica nel suo genere. Suddivisa in tre ordini separati da marcapiani, termina con un timpano spezzato adornato dalle insegne episcopali. Il primo ordine presenta un grande portale centrale con timpano triangolare sovrastante e due portali laterali di dimensioni minori, sormontati da oculi. Nel secondo ordine, tre torri sono allineate con i portali sottostanti, mentre nel terzo ordine spicca un altorilievo di una grande aquila reale ad ali spiegate, con una corona regale sulla testa. La composizione della facciata evidenzia l'aquila reale che protegge il castello e le torri sottostanti.
La chiesa era sotto la tutela del Vescovo, la cui mitra, allineata con la testa dell'aquila, troneggia in cima al timpano. L'analogia con lo stemma del prelato committente è evidente; infatti, la chiesa è stata concepita come un enorme stemma araldico del Vescovo Vincenzo Giustiniani, i cui resti sono conservati nella Cattedrale di Gravina in una tomba posta a sinistra dell'altar maggiore.
La parte superiore della facciata è ornata da stemmi e ritratti, mentre sulla sinistra è presente un campanile del XIX secolo. Il particolare disegno della facciata ha dato origine al toponimo di Porta o Via dell'Aquila Grande al corso che portava dal centro alla chiesa.

## Storia
La storia della chiesa inizia nel 1595, quando il Vescovo di Gravina, Giustiniani, visitò alcune cappelle rurali situate fuori dalla città. Rimase particolarmente colpito dalla devozione degli abitanti di queste aree nei confronti di un'immagine della Madonna, custodita in una piccola cappella che attirava numerosi fedeli. Un documento del 1568 menziona questa cappella con il nome di Santa Maria la Gratia alias de Cardone, probabilmente dal nome del suo costruttore. Ricerche storiche sulle origini di questo Santuario hanno rivelato che: “Esisteva un tempo fuori le mura della città una certa cappella campestre nella quale era dipinta alla parete l'immagine della Vergine Madre di Dio chiamata Santa Maria della Grazia, alla quale ogni sabato un grande concorso di popolo si recava per ringraziare la Madonna per la grazia ottenuta, della quale la fama era nota a tutti, e il Vescovo trasportò l'immagine più vicina alla città e in suo onore eresse dalle fondamenta alla Santissima Vergine (questo) insigne tempio, e da che fu costruito l'insigne tempio è accresciuta la devozione alla Madonna non solo nella città di Gravina, ma in tutta la Provincia” Così scriveva Monsignor Vincenzo Giustiniani alla Santa Sede nella "Relatio ad Limina" (cfr Archivio Segreto Vaticano, carta 374 A, 2 agosto 1611).

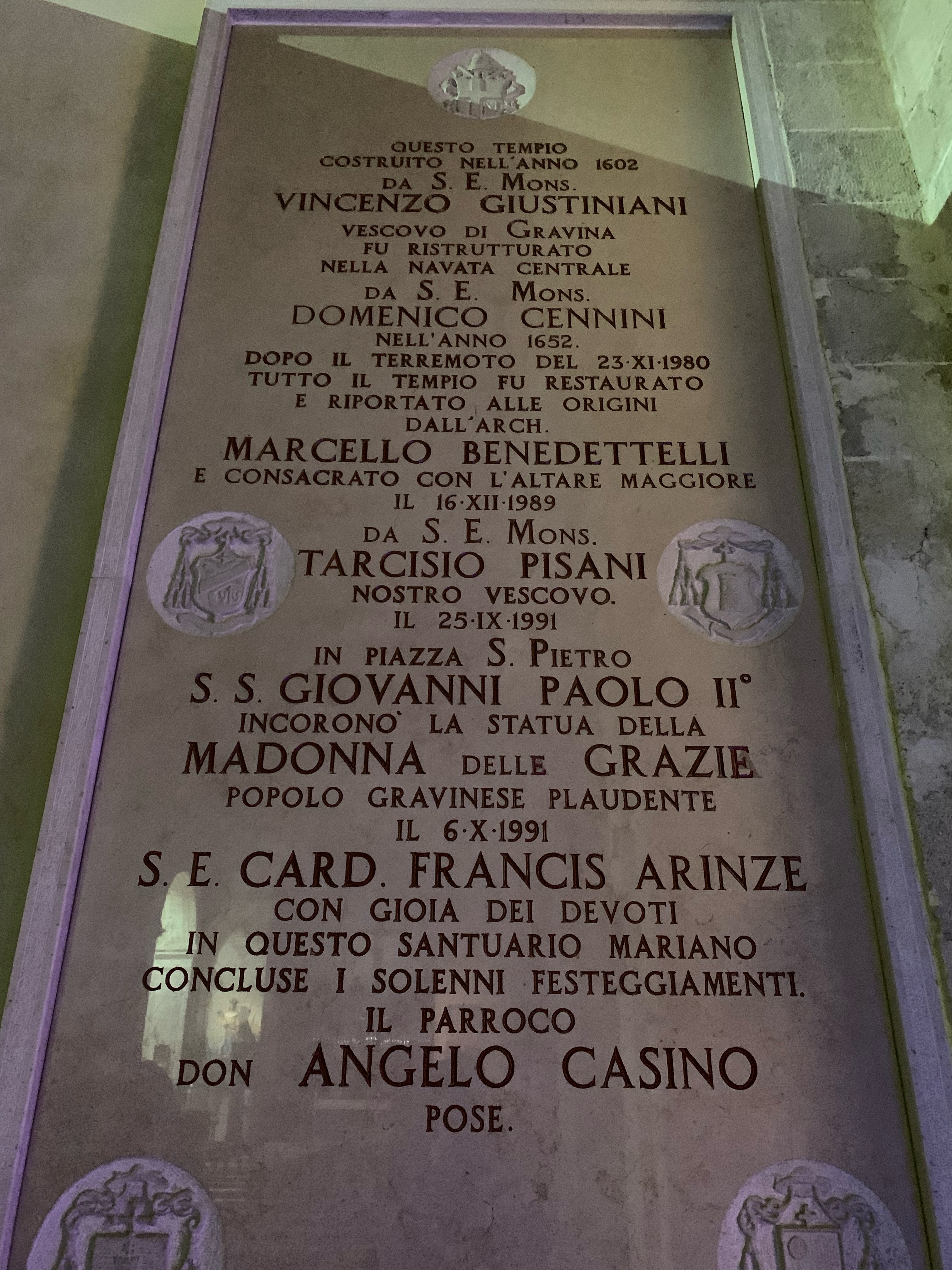
Iscrizione posta dal parroco Don Angelo Casino

Per migliorare l'accoglienza dei fedeli, il Vescovo decise di costruire una chiesa più grande. Nel febbraio del 1595, venne avviato il processo di costruzione di una nuova chiesa dedicata alla Vergine della Grazia, situata sul sito della vecchia cappella, fuori dalle mura cittadine. I lavori iniziarono tra il 1597 e il 1598 e si conclusero nel 1602. Tuttavia, la chiesa visse una storia travagliata e, dopo la morte del Vescovo Giustiniani, conobbe alcuni anni di abbandono. Nonostante ciò, i gravinesi continuarono a recarsi in pellegrinaggio verso la chiesa. Nel 1652, il Santuario fu ampliato e ristrutturato dal Vescovo Domenico Cennini, noto per la sua cura del clero e della cultura della città, come testimoniato dall'iscrizione sull'arco trionfale. A metà del XVII secolo, il Monsignor Cennini si impegnò nel restauro della chiesa e dell'edificio adiacente, originariamente costruito da Giustiniani come residenza estiva per i Vescovi. Gli stemmi presenti sulla facciata appartengono al Vescovo Cennini, al Vescovo De Cavalieri e alla famiglia Orsini. Il 12 marzo 1714, il Cardinale Orsini riconsacrò l'altare principale della chiesa, collocando al suo interno le reliquie dei Santi Candido e Giustino. Nel 1734, la struttura ospitò le truppe austriache. 

Antiche edicole della Via Crucis

Anticamente lungo il percorso erano poste quattordici edicole della Via Crucis, che permettevano ai fedeli meditare sulla Passione di Cristo e di prepararsi all'incontro con la Mediatrice delle Grazie. Nel 1838 furono eseguiti ulteriori lavori di restauro e nel 1841 la comunità sentì la necessità di dotare la chiesa di un campanile, costruito a spese della popolazione, per richiamare i devoti. Nel frattempo, l'espansione della città portò alla demolizione delle edicole votive lungo il percorso verso la chiesa. La devozione dei fedeli si manifestò attraverso generose donazioni, ma la posizione isolata della chiesa rese quest'ultima bersaglio di numerosi furti nel corso dei secoli.
In una visita del Vescovo Vincenzo Ferrero (1725-1730) si legge che vi era un unico altare, il maggiore, che fu demolito per ordine del cardinale Orsini poiché fatiscente. Sul nuovo altare ricostruito vi era un affresco raffigurante i Santi Pietro e Paolo e la Vergine, contornato da una cornice intagliata.
Nella seconda metà del XIX secolo, la costruzione della stazione ferroviaria statale, inaugurata nel 1891, coprì la magnifica vista della chiesa dal corso. Si dice che l'opera sia stata realizzata da massoni e anticlericali come atto di sfregio contro l'istituzione ecclesiastica. Il tracciato dei binari fu infatti progettato per passare proprio davanti alla chiesa. In pochi anni, oltre alle rotaie, sorsero anche la stazione dei treni di Gravina in Puglia e tutti i fabbricati annessi. Addirittura, nel 1912, il Capitolo della Cattedrale chiese allo Stato un risarcimento per il danno paesaggistico subito.
Il sito rimase in stato di abbandono fino all'arrivo a Gravina del Vescovo Fra Giovanni Maria Sanna (1922-1953), che nel 1926 commissionò ulteriori restauri. Durante la seconda guerra mondiale, la chiesa fu nuovamente occupata dall'esercito e utilizzata per custodire le moto della fanteria motorizzata. Dopo tanti anni di abbandono, nell'agosto del 1951 Monsignor Sanna riaprì la chiesa al culto e la fece diventare parrocchia affidandola alle cure dei suoi confratelli francescani minori conventuali. Le strutture attigue furono utilizzate come dimora estiva per bambini orfani e seminaristi. Nel 1968, sotto la guida del Vescovo Giuseppe Vairo (1962-1971), fu rifatto l'altare maggiore, mantenendo comunque l'antico paliotto. Fu anche rinnovata la pavimentazione del presbiterio e ripulito il muro perimetrale interno. 
Nel 23 novembre del 1980, il terremoto dell'Irpinia causò danni significativi, richiedendo importanti lavori di restauro sia sulla facciata che all'interno del tempio. Il restauro successivo ai danni ha riportato alla luce l'arco di trionfo con i suoi capitelli e alcuni medaglioni in pietra locale, conferendo maggiore snellezza e ampiezza all'ambiente. I lavori di consolidamento della struttura iniziarono immediatamente il 15 dicembre dello stesso anno. Durante questi lavori, emersero elementi decorativi nascosti da restauri precedenti e furono eliminate sovrapposizioni inutili, come le stanze sul presbiterio. Il 16 dicembre 1989, il Vescovo di Gravina Tarcisio Pisani celebrò nuovamente la consacrazione.

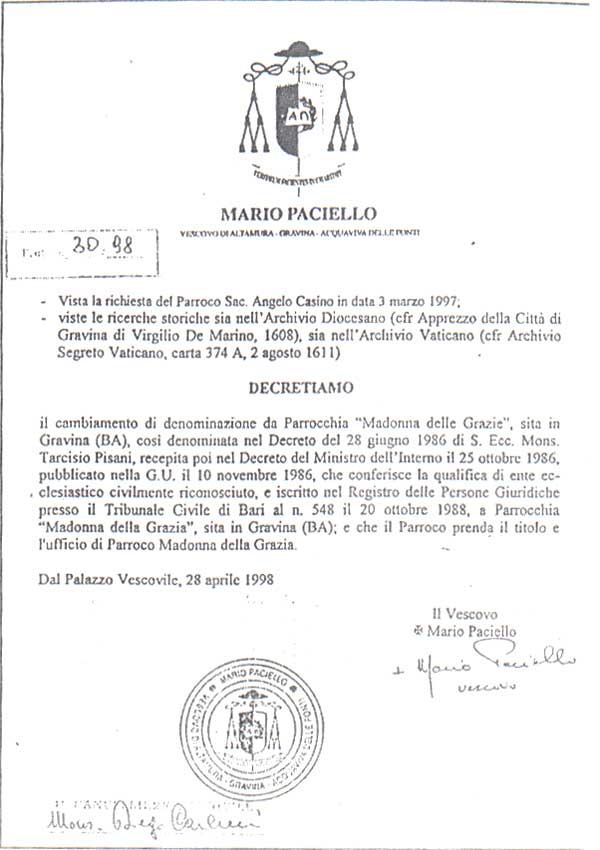
Decreto di Monsignor Mario Paciello

All'inizio del 1984, la chiesa fu dichiarata di notevole interesse storico-artistico dal Ministero dei Beni Culturali e Ambientali. Nel 1997, il parroco Angelo Casino richiese il cambio del nome da "Madonna delle Grazie" a "Madonna della Grazia" basandosi su ricerche da lui effettuate sia nell’Archivio Diocesano, sia nell’Archivio segreto Vaticano. Il Vescovo Mario Paciello approvò il cambiamento del nome in un decreto che così recitava: Decretiamo il cambiamento di denominazione da Parrocchia “Madonna delle Grazie” a Parrocchia “Madonna della Grazia” sita in Gravina in Puglia.
Nel 2004, furono realizzati il grande portone centrale e le due porte laterali in legno intagliato a opera dell'ebanista Domenico Lorusso di Gravina.

## Descrizione

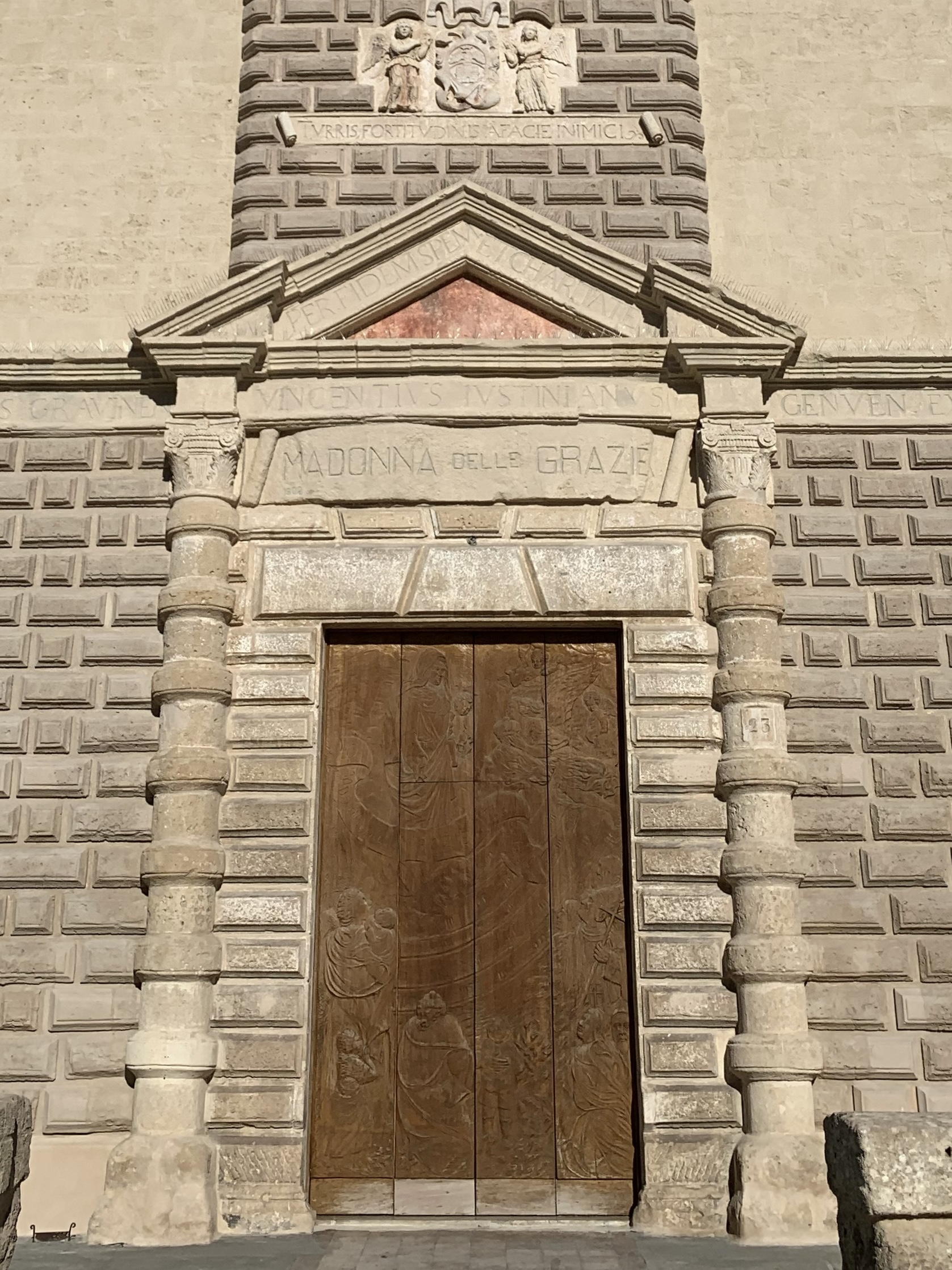
Portale principale.

### Facciata
La facciata della chiesa si divide in due sezioni: nel registro inferiore, grandi conci di bugnato disposti sul muro evocano la forma di un castello, le cui torri corrispondono alle tre porte d'accesso. Sopra la torre centrale svetta un'enorme aquila in pietra con le ali spiegate, mentre al centro del timpano spezzato che chiude la facciata è inserita una mitra vescovile in pietra. Questo disegno riprende esattamente lo stemma Giustiniani, che presenta un'aquila sopra un castello con tre torri.
Il prospetto del Santuario è suddiviso in tre ordini e sotto i rispettivi cornicioni sono riportate frasi della Bibbia. Il livello più basso dei tre presenta nella parte sottostante, in corrispondenza delle porte laterali, due oculi dove sono visibili due iscrizioni: "P.P.P." (Propria Pecunia Posuit, “Fece a proprie spese”) e "M.M.M." (Mariae Matri Misericordiae, “A Maria Madre di Misericordia”). Sopra i rispettivi cornicioni, in alto, leggiamo: "Sanctae Mariae Gratiarum Matri Virgini Deiparae Episcopus Gravinensis Vincentius Iustinianus Genuensis Ex condominiis Chii a fundamentis erexit 1602", scritta che risale al 1710.
La porta centrale presenta un architrave a bugnatura, dalla forma rotonda e decorato con capitelli corinzi. Sopra si trova un rotolo di pietra spiegato dove si legge "Madonna delle Grazie". Al di sopra, un timpano triangolare con cornicioni spioventi laterali. All'interno del timpano è inciso il motto: "PER FIDEM SPEM ET CHARITATEM" (attraverso la fede, speranza e carità). Il timpano funge da base per la torre centrale, che fa parte dello stemma del vescovo e si estende su tutta la facciata.
Una delle prime motivazioni religiose si ritrova nell'iscrizione in latino sulla facciata, tratta dal Deuteronomio (32, 11): sicut aquila provocans ad volandum pullos suos et super eos volitans expandit alas suas et portat eos ("come l'aquila esorta i suoi pulcini a volare, volando sopra di loro, spiega le sue ali e li porta su di sé"). L'interpretazione del castello deriva invece dal Salmo 60: Turris, fortitudinis a facie nemici ("Torre salda di fronte ai nemici"). L'intera facciata, quindi, si configura come un invito a rinsaldare la fede.

### Interno

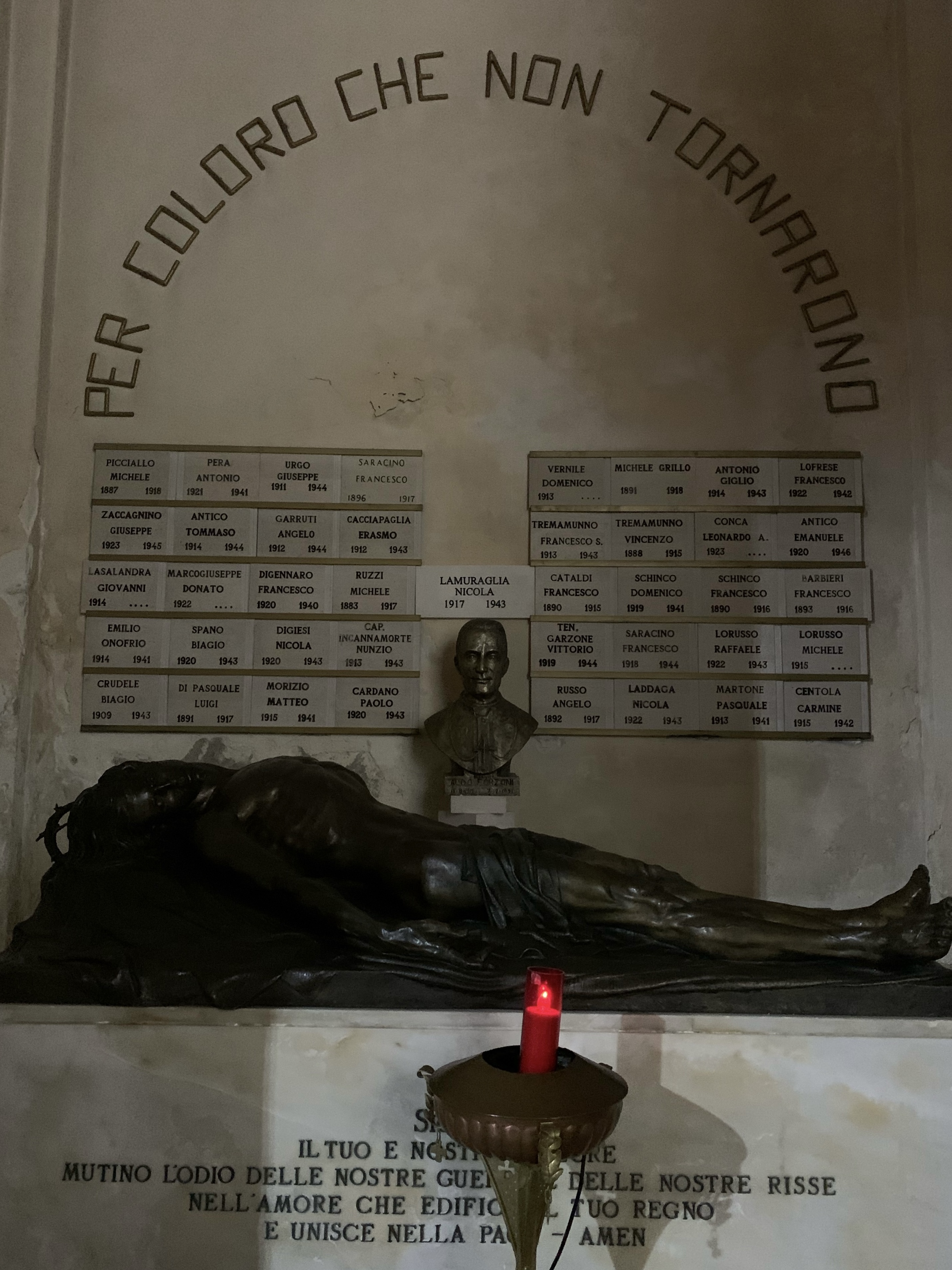
Cristo Deposto di Giuseppe Menozzi.

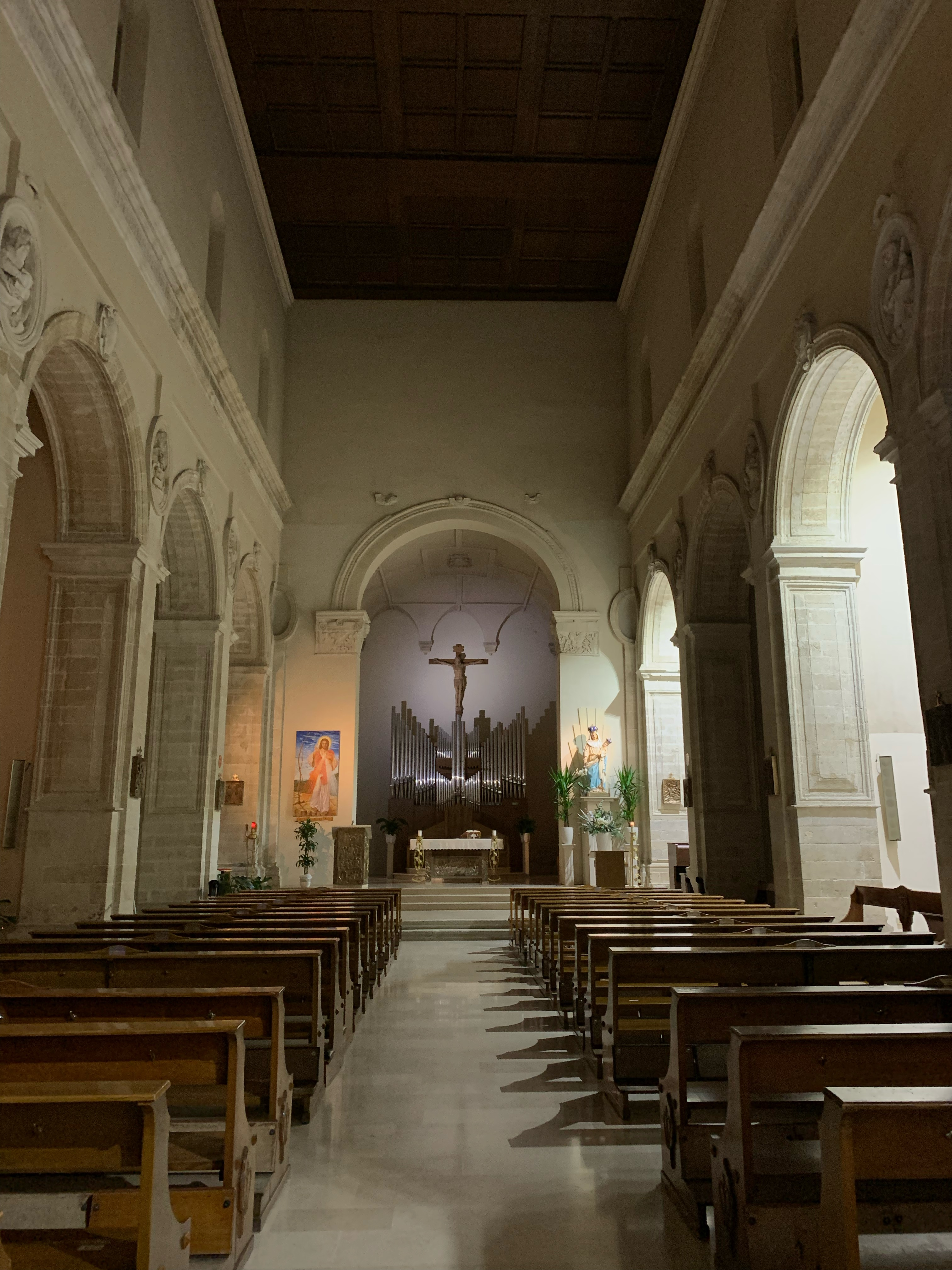
Interno

Passando dall'imponenza della facciata all'interno della chiesa, ci si trova di fronte a un ambiente molto sobrio: la chiesa a navata unica con dodici cappelle laterali, presenta volte a vela su pilastri e un soffitto piano. Sopra le cappelle, ai lati delle arcate, sono presenti medaglioni in pietra locale raffiguranti gli Apostoli. Tra le opere d'arte e gli arredi conservati, spiccano una pregevole tela ad olio raffigurante la Madonna delle Grazie attribuita a Giovanni Donadio di Gravina, originariamente posta dietro l'Altare, e il bronzo del Cristo Deposto di Giuseppe Menozzi di Mantova.
La chiesa presenta una navata principale con dodici cappelle, sei per lato, originariamente affiancata da due navate laterali, con volte a vela suddivise da arcate lunate a tutto sesto. Entrando, cominciando dalla sinistra risaltano:
- Cappella del Sacro Cuore di Gesù
- Cappella del Cristo Deposto, dedicata ai Caduti in guerra
- Cappella del fonte battesimale
- Cappella del Santissimo Sacramento

Invece a destra: 
- Cappella del Crocifisso
- Cappella della Natività
- Cappella di San Giuseppe
- Cappella dell'Annunciazione

## Particolari e festività

Incoronazione della Madonna delle Grazie nella Piazza di San Pietro

Il 25 settembre 1991, durante il periodo in cui Don Angelo Casino era parroco della chiesa della Madonna delle Grazie, nella Piazza San Pietro a Roma, Papa Giovanni Paolo II, oggi Santo, si rivolse a una numerosa folla di fedeli con queste parole: "Saluto il Vescovo Monsignor Tarcisio Pisani, che accompagna i fedeli della Parrocchia di Santa Maria delle Grazie, in Gravina in Puglia, e volentieri benedico l'effigie della Vergine, Patrona di quella Comunità". Subito dopo, il Papa benedisse le corone e le pose sul capo della Madonna delle Grazie e di Gesù Bambino. 
Attualmente, la statua benedetta dal Papa non si trova più a un lato dell'altar maggiore, ma è stata ritirata nella sagrestia. Al suo posto è stata collocata una replica, scelta che ha generato alcune incomprensioni tra i fedeli.

### Festività
La festa in onore della Madonna delle Grazie si celebra l'8 settembre ed è anticipata da una novena di preghiere. Il giorno della celebrazione, sin dalle prime ore del mattino, vengono officiate numerose Messe che proseguono fino la sera. Nel pomeriggio si svolge una processione con la statua della Madonna che percorre diverse vie della città accompagnata dal Vescovo e dai fedeli.

Messa il giorno della ricorrenza

## Curiosità
Nel film "Il ladro di giorni" di Guido Lombardi, nella scena della processione che si snoda nel centro storico e sul Ponte Acquedotto Madonna della Stella, i fedeli portano in corteo la statua della Madonna delle Grazie.

Scena della processione